# Julio Roullier
Julio Roullier (Córdoba; 18 de abril de 1901- Buenos Aires; 27 de octubre de 1966) fue un General de Brigada del arma de Caballería del Ejército Argentino, gobernador de facto de la provincia de San Luis desde 10 de octubre de 1955 al 15 de mayo de 1956.

## Biografía
Roullier era proveniente de una tradicional familia en la provincia de Córdoba. Practicaba equitación desde muy chico. Comenzó su carrera militar ingresando como cadete el 1 de marzo de 1918, en el conocido Colegio Militar de la Nación, egresando como oficial el 16 de diciembre de 1920, de la promoción 45.º, obteniendo entre sus colegas el orden de mérito 7. Se desempeñó en distintas tareas en la Argentina y en el exterior. El 11 de abril de 1958, habiendo cumplido los años requeridos para retiro, se le otorga la baja de su cargo militar. Fallece en el Hospital Militar Central, el 27 de octubre de 1966.
Fue partícipe de la alianza cívica-militar: la "Revolución Libertadora" el 16 de septiembre de 1955, para derrocar al presidente, el General Juan Domingo Perón, quien abandonó el país exiliándose en Paraguay. El general de división Eduardo Lonardi, líder de la sublevación asumió el poder el 23 de septiembre de 1955 y fue sustituido el 13 de noviembre de ese mismo año por el teniente general Pedro Eugenio Aramburu, mediante un golpe palaciego. Ambos gobernaron como autoridades supremas del país, atribuyéndose el título de Presidente de la Nación. Este golpe militar clausuró el Congreso Nacional, depuso a los miembros de la Corte Suprema y todos los gobiernos provinciales. La provincia de San Luis, gobernada por peronistas fue intervenida de inmediato por el General Carlos Manuel Trogliero, deponiendo al gobernador electo Víctor Endeiza, donde se lo enjuició y trasladado al penal de San Luis como todos los funcionarios peronistas. Disolvió la legislatura puntana y intervino el Poder judicial, como también derogó todas las leyes dictadas por el peronismo, además prohibió todas las imágenes, retratos, literatura, y nombrar al peronismo, penado por decreto. Una vez controlada la provincia entregó el mando al General Julio Roullier.

## Gobierno
El Gobernador interventor Roullier, continuó con la política emanada por la Revolución Libertadora, pero enfatizó su accionar a perseguir a los comunistas y a quienes simpatizaban con el comunismo. En junio de este año se producen distintos levantamientos contra el gobierno militar, pero éstos son frustrados por la acción represiva y violenta del gobierno. El gobierno militar anunció un decreto mediante el cual se eliminan los cambios producidos en la reforma de la Constitución Nacional, en el año 1949; es decir, quedaban anulados los derechos de los trabajadores y el artículo que permitía la reelección presidencial. El gobierno de facto tomó el control de todos los medios de comunicación del país y la provincia, donde tergiversaron la información para mostrar otra realidad que se vivía en el país.
San Luis cada vez se hundía en la pobreza, donde los terratenientes controlaban la provincial. Los trabajadores, ya sin derechos, estaban sumergidos en la más ínfima desigualdad. Debido a las presiones sociales, delegó el mando a un interventor civil, el Dr. Horacio Legarreta.